# Cascades de la Flama Eterna
Les cascades de la Flama Eterna (en anglès, Eternal Flame Falls) són unes petites cascades situades a Shale Creek Preserve, una secció del Chestnut Ridge Park, a l'oest de l'estat de Nova York. Una petita cova a la base de les cascades emet gas natural, que es pot encendre per produir una petita flama. Aquesta flama és visible gairebé tot l'any, tot i que es pot extingir i, de tant en tant, s'ha de tornar a encendre.
Les cascades de la Flama Eterna apareixen al llibre Secret Places of Western New York (Indrets Secrets de l'Oest de Nova York, 1994) de Bruce Kershner.

## Fets recents
Un cop considerada una atracció curiosa de la regió, l'atenció dels mitjans de comunicació i les millores en la ruta d'accés han provocat un augment del nombre de visitants. L'augment de la popularitat de les caigudes d'aigua ha provocat alguns impactes negatius, com ara l'augment de les escombraries, vandalisme, contaminació i els impactes sobre els terrenys circumdants pels turistes, però també va alimentar amb èxit la protesta pública contra un pla per eliminar una zona forestal propera per a instal·lar un camp de disc golf el 2012.

## Descripció de la font de gas

48 grans dipòsits de gas de lutita a 38 països enquestats per l'Agència d'Informació sobre l'Energia (Energy Information Administration, EIA) dels EUA

Els geòlegs de la Universitat de Bloomington de i l'Institut Nacional de Geofísica i Volcanologia d'Itàlia, van estudiar les cascades de la Flama Eterna el 2013 per comprendre millor com el gas natural emès per les fuites d'hidrocarburs naturals contribueix als gasos amb efecte d'hivernacle a l'atmosfera. Van descobrir que la «macro filtració» de les cascades de la Flama Eterna tenia concentracions més altes d'età i propà (al voltant del 35%) que altres filtracions de gas natural conegudes, que normalment contenen una proporció més alta de metà. Es calcula que la filtració de les cascades emet aproximadament 1 kg/dia de metà.
Els investigadors també van assenyalar la presència de nombroses «micro filtracions» a la zona de les cascades. En comparar el gas emès per aquestes filtracions amb gasos dels pous de la zona, van determinar que els gasos provenien de Rhinestreet Shale, aproximadament a 400 metres per sota de la superfície. L'activitat tectònica probablement va obrir falles al shale, permetent que el gas arribés a la superfície.
Segons un geòleg implicat en l'estudi de 2013, la font aparent de la filtració podria proporcionar evidència d'un mecanisme geològic anteriorment desconegut pel qual es produeix el gas natural dins del shale. Normalment, el shale ha de ser calent (al voltant de 100 °C) per tal que les seves estructures de carboni es trenquin i formin molècules de gas natural més petites. No obstant això, el shale del qual les cascades de la Flama Eterna genera el seu gas és molt més freda, a més de ser més jove i menys profunda que el típic shale portador de gasos. Això pot indicar que processos addicionals, encara que no demostrats, poden contribuir a la creació de gas natural en shale; una possibilitat és que hi hagi un catalitzador capaç de descompondre el shale en condicions més fredes.